# NGC 5769
NGC 5769 (другие обозначения — MCG 1-38-8, ZWG 48.47, ARAK 462, NPM1G +08.0377, PGC 53145) — эллиптическая галактика (E) в созвездии Волопас.
Этот объект входит в число перечисленных в оригинальной редакции «Нового общего каталога».